# Torre dos Coimbras ou de Oriz
A Torre dos Coimbras ou Torre de Oriz localiza-se na antiga freguesia de Santa Marinha de Oriz, atual União das Freguesias de Oriz (Santa Marinha) e Oriz (São Miguel), município de Vila Verde, distrito de Braga em Portugal.

## História
A Torre de Oriz chamou-se Torre dos Coimbras depois de ter sido comprada em 1530, por D. João de Coimbra, abade de Oriz Santa Marinha, (foi fundador da capela dos Coimbras, em Braga, provisor e vigário geral desta diocese) a D. Tareja mulher de D. João de Sousa senhor da Honra.
Foi classificada como Monumento de Interesse Público em 24 de dezembro de 2012.